# Joe Manganiello

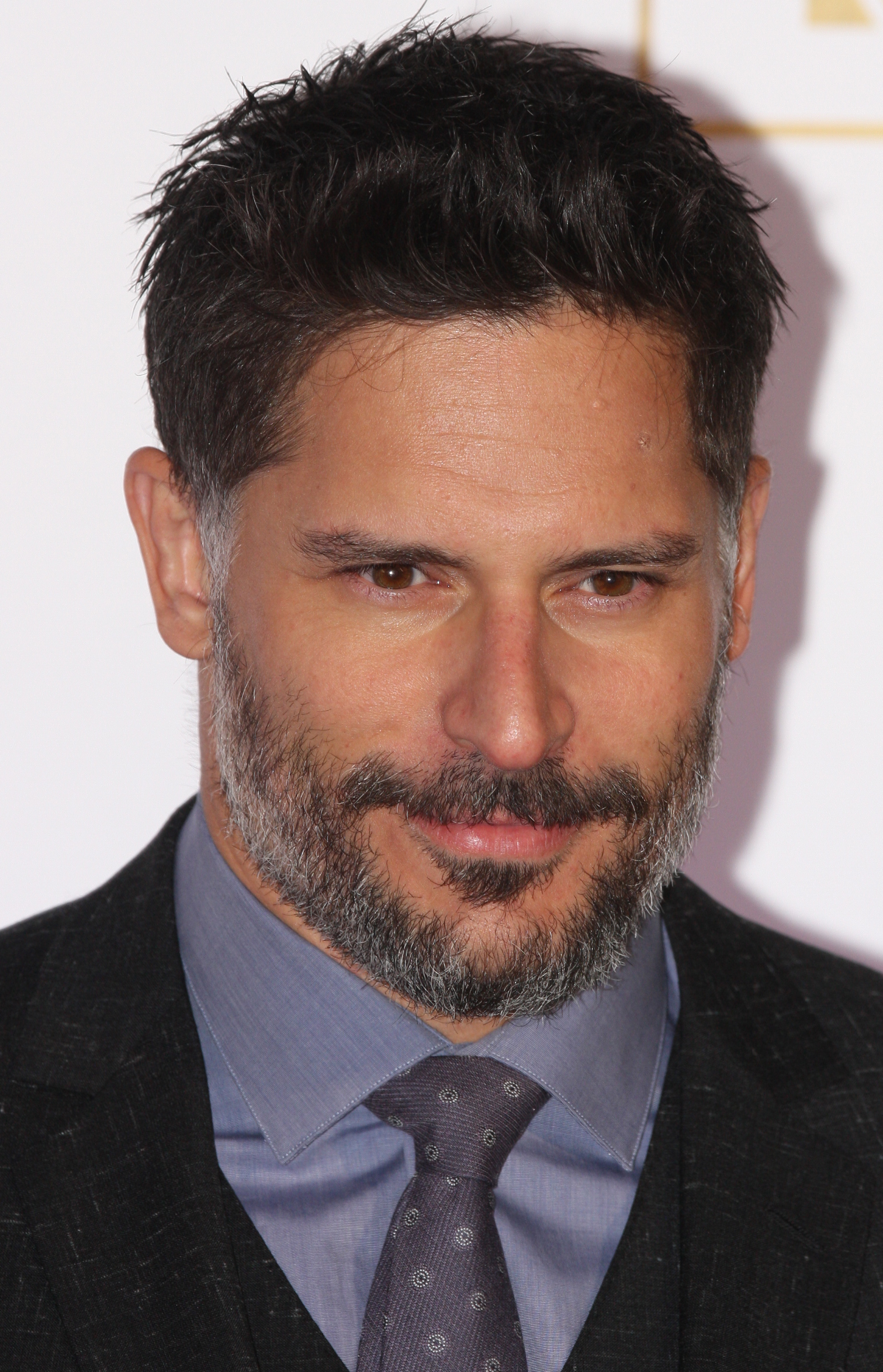
Joe Manganiello juli 2015.

Joe Manganiello, född 28 december 1976 i Pittsburgh, Pennsylvania, är en amerikansk skådespelare. Han har italienska rötter på sin pappas sida och armeniska/tyska och kroatiska på sin mammas sida. Han har haft roller bland annat i TV-serierna One Tree Hill, American Heiress, How I Met Your Mother och True Blood. I True Blood spelar Joe varulven Alcide Herveaux. Han har även en av de ledande rollerna i Magic Mike XXL.

## Filmografi
- 2002 – Spider-Man
- 2007 – Spider-Man 3
- 2008 – Impact Point
- 2009 – Irene in Time
- 2009 – Behind Enemy Lines: Colombia
- 2010–2014 – True Blood (TV-serie)
- 2012 – What to Expect
- 2012 – Magic Mike
- 2014 – Sabotage
- 2015 – Knight of Cups
- 2015 – Tumbledown
- 2015 – Magic Mike XXL
- 2016 – Pee-wee's Big Holiday
- 2017 – Justice League
- 2017 – Drunk Parents
- 2018 – Rampage
- 2025 – Nonnas